# LATAM Airlines Group
LATAM Airlines Group S.A. (B3: TAMM3, SanSE: LAN) — южноамериканский авиационный холдинг со штаб-квартирой в городе Сантьяго (Чили), формируемый в настоящее время путём объединения двух крупнейших авиакомпаний континента — бразильской TAM Airlines и чилийской LAN Airlines.
Оба перевозчика являются флагманскими авиакомпаниями в своих странах и в краткосрочной перспективе планируют выполнять рейсы под собственными торговыми марками. Полное слияние компаний запланировано на середину июля 2011 года. Генеральным директором LATAM Airlines Group назначен гендиректор LAN Airlines Энрике Куэту, на должность председателя совета директоров нового холдинга утверждён вице-президент и совладелец TAM Airlines Маурисио Ролим Амару.
13 августа 2010 года авиакомпании подписали протокол о взаимопонимании и намерениях, утверждение же окончательного соглашения планируется осуществить 19 июля 2011 года.

## Флот

Пункты назначения авиакомпаний холдинга LATAM Airlines Group. Красными точками отмечены пункты TAM Airlines, синими — LAN Airlines

В августе 2010 года флот авиакомпаний TAM Airlines и LAN Airlines составляли следующие самолёты:

## Список дочерних предприятий холдингаLATAM Airlines Group
Ниже приведён перечень список дочерних предприятий основных авиакомпаний холдинга LATAM Airlines Group по состоянию на февраль 2011 года:
- Чили — LAN Airlines
  -  Аргентина — LAN Argentina
  -  Чили — LAN Cargo
  -  Эквадор — LAN Ecuador
  -  Чили — LAN Express
  -  Перу — LAN Perú
  -  Бразилия — ABSA Cargo Airline
  -  Колумбия — Aires[9]
  -  Колумбия — LANCO
  -  Мексика — MasAir
- Бразилия — TAM Airlines
  -  Парагвай — TAM Airlines (Парагвай)
  -  Бразилия — TAM Cargo
  -  Бразилия — Pantanal Linhas Aéreas